# Pavel Nový
Pavel Nový (* 5. září 1948 Plzeň) je český herec divadla Ypsilon.

## Život
Hrál v řadě oblastních divadel – v Krajském divadle v Příbrami nebo v Divadle Vítězslava Nezvala v Karlových Varech. V současné době účinkuje v divadle Ypsilon. 
Účinkoval například v představeních Prodaná nevěsta, Svatá rodina, Horké to někdo rád, Vše pro firmu.
Hrál například ve filmech Balada pro banditu nebo Postav dom, zasaď strom. Velkou popularitu mu přinesla postava zvukaře Pepy z úspěšné české veselohry S tebou mě baví svět. V televizi hrál například v seriálech Velké sedlo nebo Zdivočelá země. Mimo jiné účinkuje v seriálu Ulice, ve kterém ztvárňuje profesora Mojmíra Kalinu.
Výrazné role ztvárnil ve filmech Jana Švankmajera Spiklenci slasti, Otesánek a Šílení.
V roce 2023 získal na Zlín Film Festivalu ocenění Zlatý střevíček za mimořádný přínos kinematografii pro děti a mládež.
Je ženatý, má dcery Terezu a Kateřinu.

## Nemoc
Dne 6. září 2007 onemocněl západonilskou horečkou po štípnutí nakaženým komárem. Herec, sportovec a věčný optimista poté náhle ochrnul. Po pobytu v nemocnici pak byl 5 měsíců v rehabilitačním centru v Kladrubech, odkud ho propustili 10. dubna 2008. Domů už odešel po svých jen s francouzskými holemi.

## Filmografie (výběr)
- 1962 – Kuřata na cestách
- 1978 – Balada pro banditu
- 1979 – Postav dom, zasaď strom
- 1981 – Povídka malostranská (televizní film)
- 1981 – Řetěz
- 1982 – S tebou mě baví svět
- 1982 – Mrkáček Čiko
- 1982 – Na konci diaľnice
- 1982 – Plaché příběhy
- 1982 – Schůzka se stíny
- 1984 - Šéfe, jdeme na to!
- 1984 – Fešák Hubert
- 1985 – Velké sedlo (televizní seriál)
- 1986 – Pěsti ve tmě
- 1986 – Mladé víno
- 1995 – Artuš, Merlin a Prchlíci
- 1993 – Arabela se vrací (televizní seriál)
- 1996 – Spiklenci slasti
- 1997 – Zdivočelá země (televizní seriál)
- 2000 – Otesánek
- 2004 – Snowboarďáci
- 2005 – Šílení
- 2005 – Ordinace v růžové zahradě
- 2006 – Obsluhoval jsem anglického krále
- 2006 – Rafťáci
- 2012 – Tady hlídám já
- 2012 – Gympl s (r)učením omezeným (Bedřich Havrda)
- 2013 – Kandidát
- 2014 – Nevinné lži, díl: „Moje pravda“
- 2015 – Andílek na nervy
- 2017 – Bába z ledu
- 2018 – Krejzovi (Libor Bachor)
- 2018 – Kluci z hor
- 2018 – Hmyz
- 2019 – Strážmistr Topinka
- 2020 – Léto patří rebelům
- 2020 – Chlap na střídačku
- 2020 – Krajina ve stínu
- 2021 – Osada